# Чернозерский сельсовет
Чернозерский сельсовет — муниципальное образование со статусом сельского поселения в Мокшанском районе Пензенской области Российской Федерации.
Административный центр — село Чернозерье.

## История
Статус и границы сельского поселения установлены Законом Пензенской области от 2 ноября 2004 года № 690-ЗПО «О границах муниципальных образований Пензенской области».
22 декабря 2010 года в соответствии с Законом Пензенской области № 1992-ЗПО в состав сельсовета включена территория упраздненного Алексеевского сельсовета.

## Население
| 2002  | 2010  | 2012  | 2013  | 2014  | 2015  | 2016  |
| ----- | ----- | ----- | ----- | ----- | ----- | ----- |
| 2031  | ↘1691 | ↗1913 | ↘1908 | ↘1851 | ↘1813 | ↘1744 |
| 2017  | 2018  | 2021  |       |       |       |       |
| ↘1702 | ↘1649 | ↘1343 |       |       |       |       |

## Состав сельского поселения
| №  | Населённый пункт | Тип населённого пункта       | Население |
| -- | ---------------- | ---------------------------- | --------- |
| 1  | Алексеевка       | село                         | ↘251      |
| 2  | Волынский        | посёлок                      | 37        |
| 3  | Георгиевский     | посёлок                      | 12        |
| 4  | Городище         | посёлок                      | 4         |
| 5  | Долгоруково      | село                         | ↘569      |
| 6  | Заводской        | посёлок                      | 17        |
| 7  | Коммуна          | посёлок                      | 5         |
| 8  | Красные Озерки   | посёлок                      | 17        |
| 9  | Кругловка        | деревня                      | 0         |
| 10 | Медаевка         | посёлок                      | 42        |
| 11 | Новая Поляна     | посёлок                      | 31        |
| 12 | Потьминский      | посёлок                      | 87        |
| 13 | Соловьёвка       | посёлок                      | 2         |
| 14 | Чернозерье       | село, административный центр | ↘849      |
| 15 | Чурдюмка         | деревня                      | 5         |
| 16 | Ясная Поляна     | посёлок                      | 21        |